# Zygmunt Miłkowski
Zygmunt Fortunat Miłkowski (n. 23 martie 1824 la Sărăței, gubernia Podolia, actualmente în raionul Rîbnița, Transnistria, Republica Moldova – d. 11 ianuarie 1915 la Lausanne, Elveția) a fost un scriitor și om politic polonez, cunoscut sub pseudonimul Teodor Tomasz Jeż sau Wladyslaw Bonar.
A desfășurat o intensă activitate patriotică, participând la Revoluția de la 1848 și la Insurecția poloneză din 1863 - 1864.
A trăit în emigrație, străbătând ca peregrin întreaga Europă.
A scris romane istorice în care și-a afirmat credința în progres și dreptate și în care se remarcă forța de caracterizare a personajelor și culoarea proaspătă a evocării, cu influențe asupra literaturilor slave din sudul Europei.

## Scrieri

### Romane
- 1858: Wasyl Hołub;
- 1869: Uskoki ("Fugarii").

### Memorii
- 1856: Wyjatki z pamietnikow włóczęgi ("Extrase din memoriile unui hoinar");
- 1857: Listy z Konstantinopola ("Scrisoare din Constantinopol").